# Championnat du Canada de water-polo
Il existe plusieurs championnats du Canada de water-polo, organisés depuis les années 1960 par Water Polo Canada.
Depuis 1907 chez les hommes et depuis 1977 chez les dames en catégorie senior sont joués les championnats canadiens des clubs, amateurs et par classes d’âge.
Dans l'objectif de préparer les joueurs aux compétitions internationales, plusieurs ligues ont été créées depuis 2007. La Ligue sélecte canadienne est ainsi, depuis lors, le principal championnat féminin.
Depuis 2009, une Ligue majeure de water-polo féminin constitue, avec son homologue masculine, un championnat de préparation des joueurs aux compétitions.
En 2012, la Ligue majeure nationale de développement apparaît pour les joueuses de seize à dix-huit ans.